# Rio Benué
O rio Benué (em francês: la Bénoué) é um rio da África Ocidental e o principal afluente do Níger. Nasce no planalto de Adamaua, no norte dos Camarões, a 1340 metros de altitude. Coleta as águas de Maio-Quebi e Godi na margem direita antes de atravessar vasta planície de depósitos aluviais. Passa o desfiladeiro de Lagdo, hoje sítio de grande reservatório, e atinge uma ampla planície aluvial através da qual desemboca na Nigéria. Ao todo, flui por 1083 quilômetros.